# Ch. Comiot
Ch. Comiot est un constructeur automobile français.

## Production
L’entreprise basée à Paris a commencé à produire des automobiles en 1898. Le nom de la marque était Comiot ou Comiot-Eadie. L’usine était située au 87 Boulevard Gouvion-Saint-Cyr. Le tricycle de 1900 appelé Comiot-Eadie était également appelé Type D. De nombreuses pièces provenaient d’autres sociétés. Le moteur venait de de Dion-Bouton et avait 327 cm3. L’alésage était de 74 mm et la course du moteur monocylindre était de 76 mm. La puissance maximale était de 2,75 CV. L’essieu avant, renforcé par quatre tubes, est inhabituel, offrant une construction très stable et rigide. Le prix de vente du tricycle était de 1 650 francs. Pour le quadricycle avec le même moteur que de Dion-Bouton, il a fallu payer 2 400 francs. Le véhicule de livraison, également disponible, a coûté 2 400 francs.
La production s’est terminée en 1904.

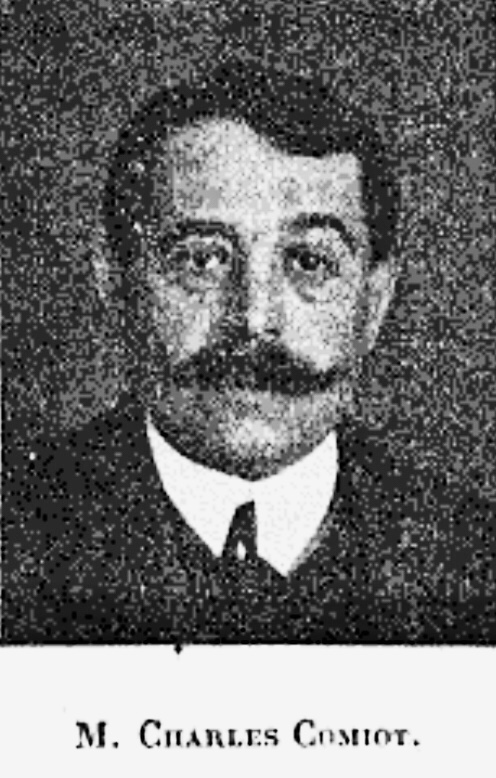
Charles Comiot.
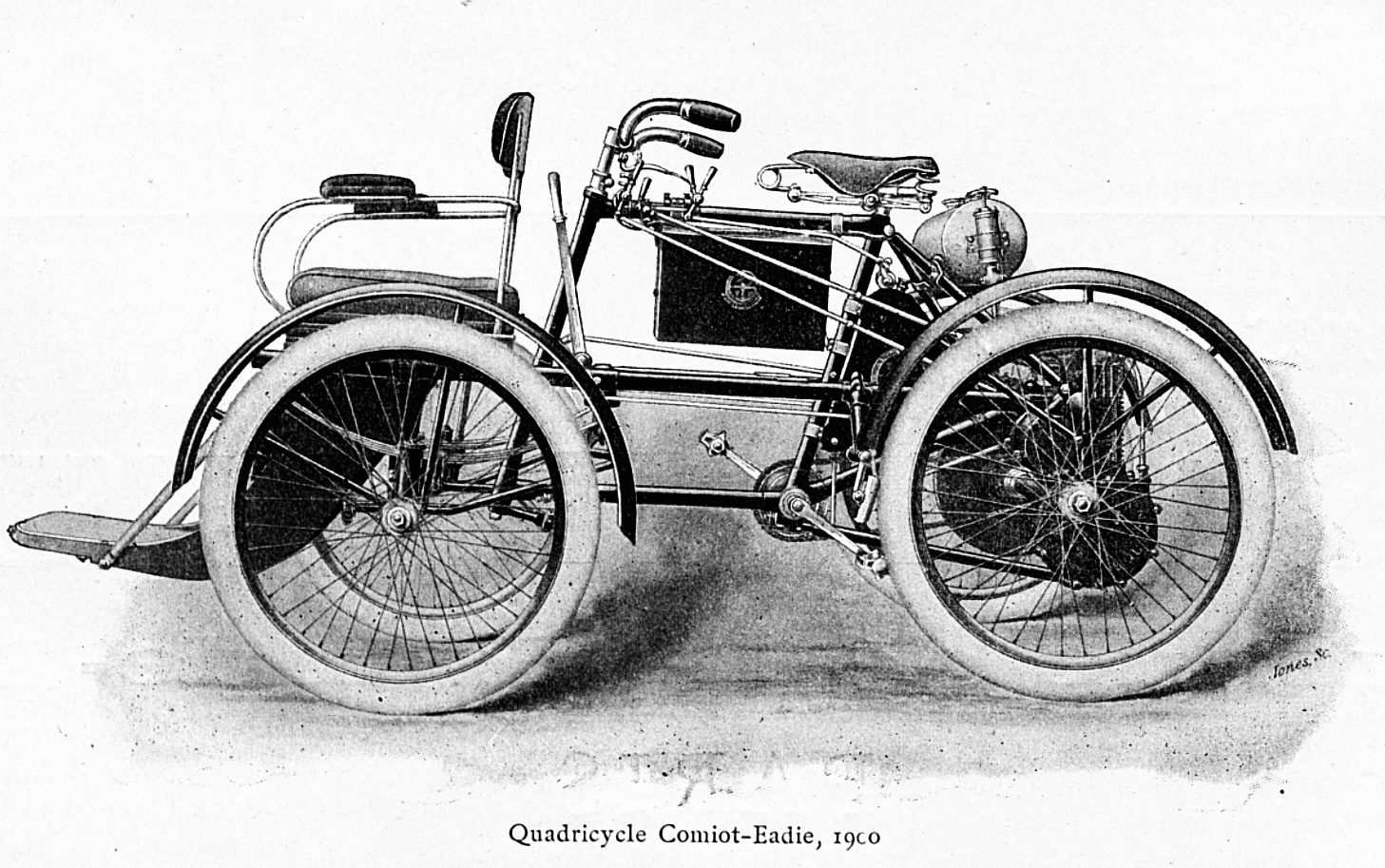
Comiot-Eadie Quadricycle (1900).
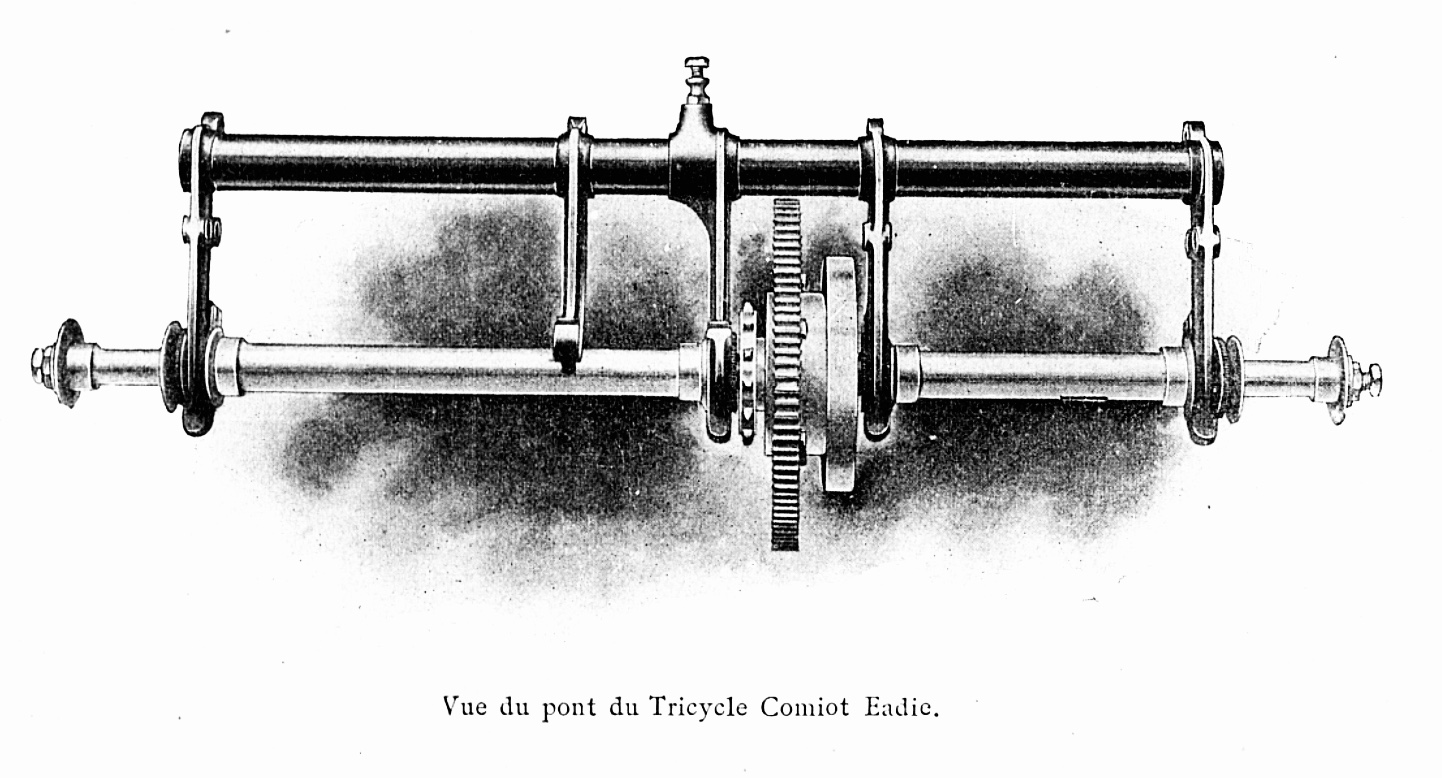
Essieu arrière Comiot-Eadie.
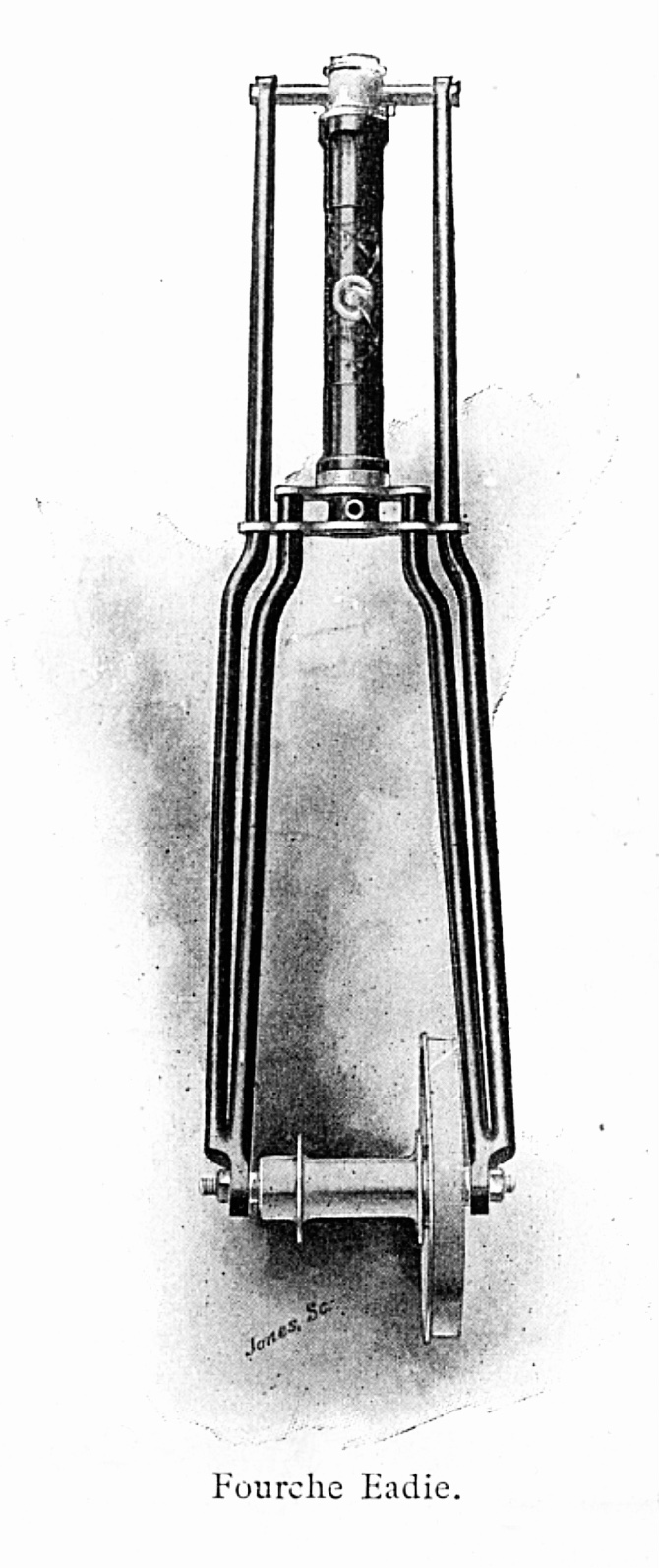
Fourche d’essieu avant avec doubles entretoises Comiot-Eadie.
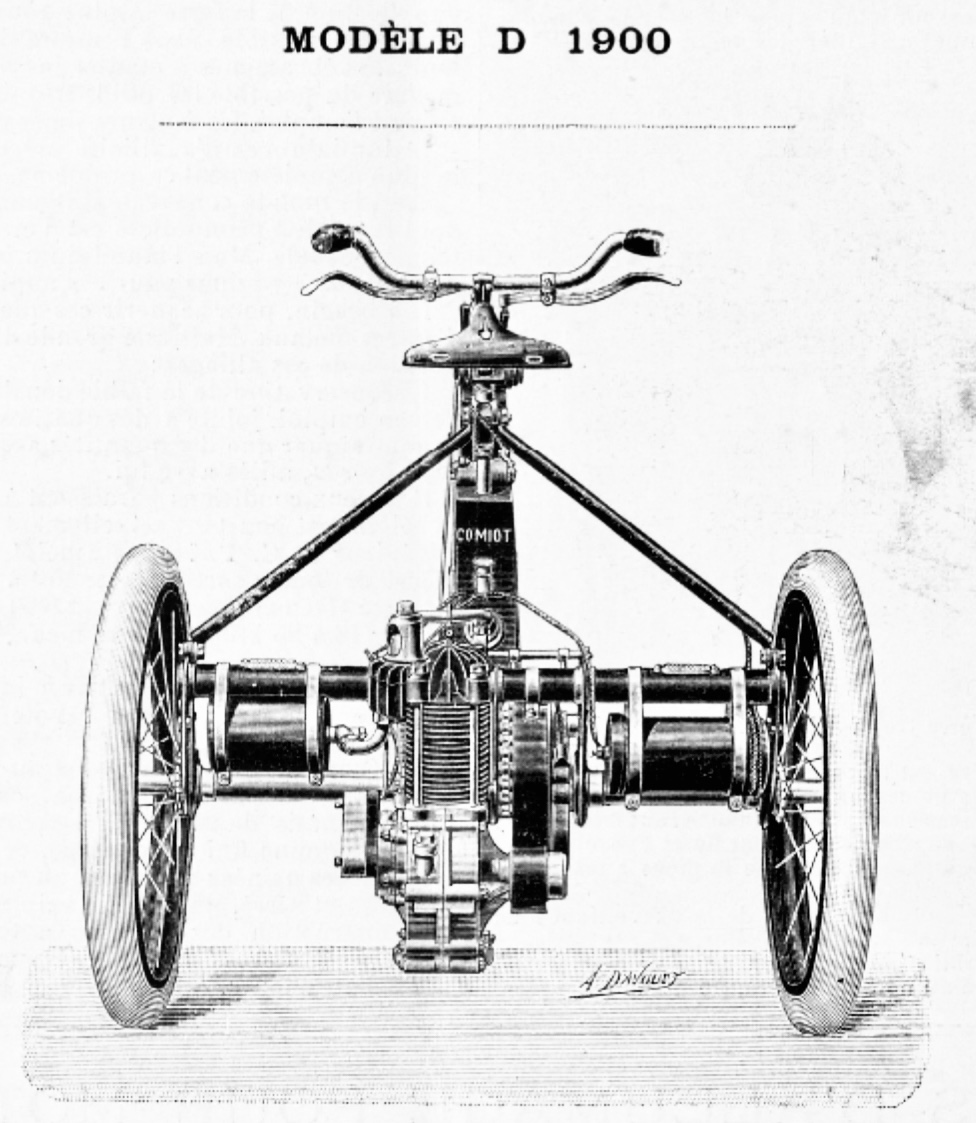
Comiot Type D (1900).
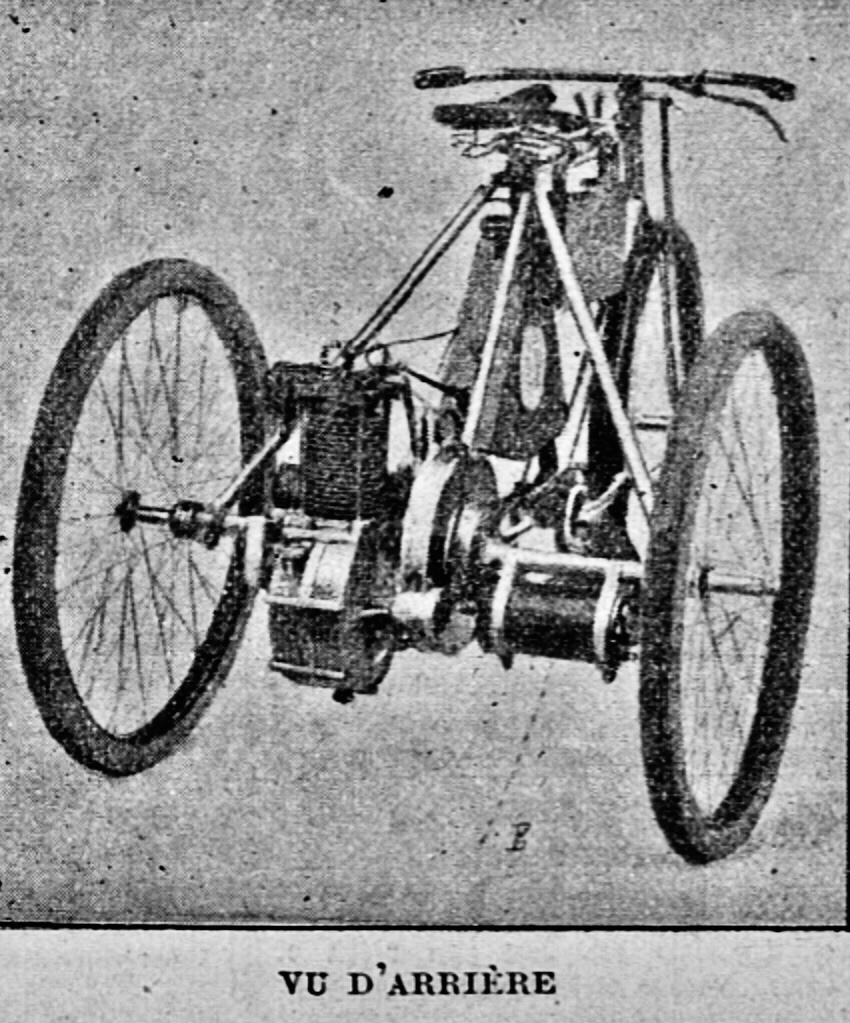
Vu d’arrière Comiot Tricycle[4].